# Kalevi Keskstaadion
Het Kalevi Keskstaadion is een voetbalstadion in Tallinn, Estland. Het is de thuisbasis van voetbalclub JK Kalev Tallinn. Het stadion, in de wijk Juhkentali, heeft een capaciteit van 12.000 en is daarmee een van de grootste van Estland.